# Tuesday (película)
Tuesday es una película dramática de fantasía de 2023 escrita y dirigida por Daina O. Pusić en su debut como directora. Una coproducción entre A24, el BFI y BBC Film, está protagonizada por Julia Louis-Dreyfus y Lola Petticrew como una madre y una hija que son guiadas por la Muerte misma para hacer frente a la inminente muerte de su hija por una enfermedad terminal. Leah Harvey y Arinze Kene también son protagonistas.
La película tuvo su estreno mundial en el 50.º Festival de Cine de Telluride el 1 de septiembre de 2023. Se estrenó en Estados Unidos el 7 de junio de 2024.

## Sinopsis
Zora vive con su hija Tuesday que padece una enfermedad terminal. Un día, llega la Muerte en forma de un guacamayo que cambia de tamaño y envía a Zora y a Tuesday en un viaje emocional sobre la vida, el amor y la muerte.

## Reparto
- Julia Louis-Dreyfus como Zora
- Lola Petticrew como Tuesday
- Leah Harvey como Billie
- Arinze Kene como la Muerte
- Daina Oniunas-Pusić
- Ellie James como Willow
- Taru Devani como Ira
- Jay Simpson como Spike
- David Sibley como Robert
- Nathan Amzi como Nathan
- Justin Edwards como Jack
- Hugh Futcher como Hans
- Nathan Ives-Moiba como Victor
- Ewens Abid como Abel
- Bijal Raj como Berrak
- Florencia Núñez como joven Tuesday

## Producción
En mayo de 2021, se anunció que Daina Oniunas-Pusić haría su debut como directora con el proyecto, y que Julia Louis-Dreyfus, Lola Petticrew, Arinzé Kene y Leah Harvey se habían unido al elenco. La fotografía principal comenzó en el Reino Unido en junio de 2021 con Alexis Zabé como director de fotografía, y concluyó a finales de julio.

## Estreno
La película tuvo su estreno mundial en el 50.º Festival de Cine de Telluride el 1 de septiembre de 2023. También se proyectó en el Festival de Cine de Londres el 11 de octubre de 2023. Se estrenó el 7 de junio de 2024.